# Dora Gabe
Dora Gabe (n. 16 august 1885, Metodievo, Dobrici-selska, Regiunea Dobrici, Bulgaria – d. 16 noiembrie 1983, Sofia, Republica Populară Bulgaria) a fost o poetă evreică-bulgară. A publicat poezie pentru adulți și copii, precum și cărți de călătorie, povestiri și eseuri. În ultimii ei ani, a lucrat și traduceri.

## Educație
A urmat studii universitare la Sofia - Facultatea de Științe naturale (1904) și filologie franceză la Geneva și Grenoble (1904-1906).

## Carieră
S-a afirmat ca personalitate de profil european printr-o serie de inițiative culturale privind cunoașterea literaturii bulgare și dezvoltarea relațiilor cu autorii străini.
În 1909, Isidora Gabe s-a căsătorit cu profesorul universitar Boian Penev. Între 1911-1932, a trăit în diferite țări din Europa, unde a stabilit legături cu artiști și scriitori. La întoarcerea în țară, s-a dedicat aplicării unui program privind educația și formarea tinerei generații: a condus seria „Biblioteca pentru cei mai mici” la solicitarea Ministerului Educației (1925); a redactat revista pentru copii „Fereastra” (1939-1941). De asemenea, a colaborat la publicațiile culturale cu poezii, note de călătorie, nuvele, eseuri. A fost consilier cultural la Ambasada Bulgariei la Varșovia (1947-1950) și a desfășurat o intensă activitate de traducător: seria de antologii Poeți polonezi (1921), Imnuri (1924), Înger (1925). A fost una din fondatoarele Comitetului bulgar-polonez (1922) și a PEN Clubului bulgar (1927), cu funcția de Președintă.

### Premii
Activitatea sa a fost premiată cu numeroase distincții:
- Ordinul Gheorghi Dimitrov
- Ordinul Zâmbetului
- Premiul Ivan Vazov
- Diplomat Onorific pentru Consiliul Păcii
- Crucea de aur pentru relațiile polono-bulgare

În 1968 a fost numită cetățean de onoare al orașului Tolbuhin și s-a instituit Premiul Dora Gabe, acordat la fiecare cinci ani.